# Héber Wikipédia
A Héber Wikipédia (héberül: ויקיפדיה: האנציקלופדיה החופשית) a nemzetközi Wikipédia-projekt héber nyelvű változata, egy szabadon szerkeszthető internetes enciklopédia, amelyet a Wikimédia Alapítvány üzemeltet. 2010. január 12-én 100 097 szócikket tartalmazott.

## Mérföldkövek
- 2003. július 8. – Elindult a héber nyelvű Wikipédia.
- 2003. október 25. – A projekt 1000 szócikket tartalmazott
- 2004. július 22. – Tel Aviv-ban megrendezték a héber wikipédisták első találkozóját.
- 2004. szeptember 10. – A Héber Wikipédia 10 000 szócikket tartalmazott.
- 2004. szeptember 20. – A Kazahsztán zászlajáról szóló, héber nyelvű szócikk az összes Wikipédia változat egymilliomodik cikke lett.
- 2006. december 24. –  Elkészült az 50 000. szócikk.
- 2008. augusztus 2. – A projekt 80 000 szócikket tartalmazott.
- 2009. március 30. – A projekt 90 000 szócikket tartalmazott.
- 2010. január 10. - Elkészült a 100 000. szócikk.
- 2013. augusztus 29. - Elkészült a 150 000. szócikk.
- 2016. december 28. - Elkészült a 200 000. szócikk.
- Jelenlegi szócikkek száma: 308 642 (2021. december 31.)

## Jellemzői
A héber nyelvű változat szócikkeinek url-jét gyakran számokká rövidítik a internetes keresőrendszerek indexeléskor.
A törlési megbeszéléseken döntések meghozatalához 55%-os többség szükségeltetik, de nincs előírva kötelező szavazatszám. A szavazás feltétele legalább 100, szócikk, kép, kategória, vagy sablon névtérben megejtett szerkesztés a kiírást megelőző 90 nap során.
A helyesírási kérdések eldöntésekor az akadémiai szabályozás helyett többnyire a közösségi konszenzus a mérvadó; a megbeszélések eredményeinek betartását robotprogramokkal szabályozzák.
2006 júliusában a héber nyelvű változat tartalmazta a legtöbb byte-ot az összes Wikipédia közül, szócikkekre és projektekre vetítve egyaránt.

## Külső hivatkozások
- A Héber Wikipédia kezdőlapja